# Грейт-Кекейпон (Західна Вірджинія)
Грейт-Кекейпон (англ. Great Cacapon) — переписна місцевість (CDP) в США, в окрузі Морган штату Західна Вірджинія. Населення — 315 осіб (2020).

## Географія
Грейт-Кекейпон розташований за координатами 39°36′52″ пн. ш. 78°17′9″ зх. д. / 39.61444° пн. ш. 78.28583° зх. д. (39.614317, -78.285705).  За даними Бюро перепису населення США в 2010 році переписна місцевість мала площу 2,22 км², уся площа — суходіл.

## Демографія
Згідно з переписом 2010 року, у переписній місцевості мешкало 386 осіб у 158 домогосподарствах у складі 111 родини. Густота населення становила 174 особи/км².  Було 234 помешкання (105/км²).
Расовий склад населення:
| - 96,9 % — білих - 1,0 % — азіатів - 0,8 % — корінних американців |

До двох чи більше рас належало 1,3 %. Частка іспаномовних становила 0,5 % від усіх жителів.
За віковим діапазоном населення розподілялося таким чином: 24,6 % — особи молодші 18 років, 62,4 % — особи у віці 18—64 років, 13,0 % — особи у віці 65 років та старші. Медіана віку мешканця становила 40,7 року. На 100 осіб жіночої статі у переписній місцевості припадало 103,2 чоловіків;  на 100 жінок у віці від 18 років та старших — 94,0 чоловіків також старших 18 років.
Середній дохід на одне домашнє господарство  становив 40 021 долар США (медіана — 31 157), а середній дохід на одну сім'ю — 39 692 долари (медіана — 31 296). 
Цивільне працевлаштоване населення становило 143 особи. Основні галузі зайнятості: роздрібна торгівля — 41,3 %, освіта, охорона здоров'я та соціальна допомога — 21,0 %, сільське господарство, лісництво, риболовля — 12,6 %, виробництво — 11,9 %.